# Kubo and the Two Strings
Kubo and the Two Strings (titulada Kubo y las dos cuerdas mágicas a Espanya i Kubo i les dues cordes màgiques a Catalunya) és una pel·lícula estatunidenca d'animació en stop motion 3D de 2016, produïda per Laika i distribuïda per Focus Features. Va ser dirigida per Travis Knight, i escrita per Marc Haimes i Chris Butler. La pel·lícula compta amb les veus d'Art Parkinson, Charlize Theron, Matthew McConaughey, Rooney Mara i Ralph Fiennes.
La pel·lícula gira al voltant del Kubo, un noi que maneja un shamisen màgic (un instrument de corda japonès) i l'ull esquerre del qual va ser robat durant la infància. Acompanyat d'un mico de neu i un escarabat antropomòrfics, s'haurà de sotmetre a les germanes corruptes de la seva mare i el seu avi obsessionat pel poder, Raiden, el Rei Lluna, que també és el responsable de robar-li l'ull esquerre.
Kubo es va estrenar al Festival Internacional de Cinema de Melbourne i va ser estrenada per Focus Features als Estats Units el 19 d'agost amb elogis de la crítica, però va ser considerada una decepció de taquilla, amb una recaptació de 77 milions de dòlars a tot el món contra un pressupost de 60 milions de dòlars. La pel·lícula va guanyar el premi BAFTA a la millor pel·lícula d'animació i va ser nominada als premis de l'Acadèmia al millor llargmetratge d'animació i als millors efectes visuals, convertint-se en la segona pel·lícula d'animació nominada en aquesta última categoria després de The Nightmare Before Christmas (1993) i la primera pel·lícula per ser nominada a totes dues categories.

## Argument
A l'antic Japó, el Kubo és un nen borni de dotze anys que viu amb la seva mare malalta, Sariatu, en una cova a la part alta d'una muntanya. Cada dia explica històries als habitants del llogaret manipulant màgicament paper d'origami que es mou sota la música tocada pel shamisen del Kubo. Explica la història d'un guerrer samurai anomenat Hanzo, qui és el pare desaparegut del Kubo. No obstant això, quan la campana de la vila assenyala el capvespre, el Kubo torna amb la seva mare ja que aquesta li adverteix explícitament que no es quedi fora després de la foscor o les malvades germanes de Sariatu i el seu avi, el Rei Lluna, el trobaran i se l'emportaran. Un dia, el Kubo s'assabenta sobre un festival d'Obon: una cerimònia on els membres de la família es comuniquen amb els seus éssers estimats difunts. A l'arribar al cementiri i tractar de parlar amb el seu pare, el Kubo s'enfada quan aquest no respon. Mentre el Kubo roman fora després del capvespre, les germanes de Sariatu el troben i l'ataquen. La seva mare arriba per defensar-lo d'elles i envia al Kubo lluny amb la seva màgia, dient-li que trobi l'armadura màgica del seu pare, ja que és l'única cosa que el protegirà. Ell pren un floc del pèl de la seva mare abans que aquesta ataqui a les seves germanes.
El Kubo desperta i coneix a Simi, un petit mico de neu de fusta que posseïa i que ha estat portat a la vida a través de la màgia de la seva mare. Ella l'informa que la seva mare ha mort, el seu poble ha estat destruït i que ha de seguir endavant per sobreviure sense que les germanes el trobin. L'endemà al matí, Simi desperta al Kubo i assenyala al "Petit Hanzo", un dels origami del Kubo que havia dissenyat segons el seu pare i que va cobrar vida a la nit. El Petit Hanzo mostra al Kubo i Simi el camí a les peces de l'armadura del seu pare, on són rebuts per l'Escarabat, un samurai amnèsic que va ser maleït a prendre la forma d'un escarabat i afirma haver estat aprenent de Hanzo. Simi no confia en ell però s'acaba unint a ells en la seva recerca quan l'Escarabat s'assabenta que el Kubo és el fill d'Hanzo. Les germanes descobreixen que Kubo està buscant l'armadura del seu pare, i se separen per trobar-lo.
El petit Hanzo els porta a una cova subterrània coneguda com el "saló dels ossos", on troben l'espasa de Hanzo (la "espasa irrompible") al crani d'un esquelet gegant. L'esquelet els ataca mentre intenten recuperar l'espasa, però el derroten i escapen. El Kubo utilitza la seva màgia per crear una petita embarcació amb fulles caigudes, naveguen a través del "Llac Llarg" i arriben surant sobre la següent peça de l'armadura d'Hanzo: el seu peto (la "cuirassa impenetrable"). La Cuirassa Impenetrable es troba submergida al llac, al "Jardí dels Ulls", on els intrusos són atrets i paralitzats pels ulls gegants d'un monstre de grans dimensions, mostrant secrets abans de ser menjats per ell. L'Escarabat i el Kubo se submergeixen per recuperar la Cuirassa. Una de les Germanes apareix i ataca Simi, però aquesta se les arregla per derrotar-la, tot i que queda greument ferida en el procés. El Kubo recupera la cuirassa, però és immediatament atrapat per un dels ulls. En el seu estat fascinat, té una revelació: Simi és la seva mare, el seu esperit reencarnat en forma física. L'Escarabat rescata Kubo i el vaixell en ruïnes es restaura amb la màgia del Kubo i Simi.
En una illa propera, el trio descansa en una cova quan Simi explica amb origami emprant el shamisen del Kubo que abans de conèixer al Hanzo, ella i les seves germanes van ser enviades per matar el seu pare. En canvi, es va enamorar d'ell i va donar a llum al Kubo. Les seves germanes i l'avi de Kubo es van sentir traïts i des de llavors la van qualificar com un enemic. Kubo té un somni en el qual és rebut per Raiden, un vell home cec que li mostra on trobar el casc del seu pare (el "Casc Invulnerable"): la peça final de l'armadura. Ells es dirigeixen a la fortalesa danyada del seu pare per recuperar l'armadura, però són emboscats per la germana restant, que revela que l'Escarabat és de fet el pare del Kubo, Hanzo, a qui havien maleït com a càstig per "prendre" la seva germana d'ells. L'Escarabat és matat, i Simi se sacrifica per permetre que Kubo aconsegueixi el seu shamisen i mati a la seva germana amb ella, trencant una de les seqüències en el procés. Després que el Kubo s'assabenta que la campana del seu poble és el Casc, amb l'ajut del Petit Hanzo, trenca l'última corda en el seu shamisen i utilitza la seva màgia per volar de tornada al seu poble.
Després de reclamar el Casc, és rebut pel Raiden, qui es revela com el seu avi, el Rei Lluna. Vol prendre l'altre ull del Kubo perquè s'uneixi a la seva "família" i fer-lo immortal com ell. El Kubo es nega i el Raiden, enfadat, es transforma en un gegantesc sentinella conegut com la "Bèstia de La Lluna" i l'ataca. Tot i esquivar diversos cops, el Kubo és colpejat i llançat al cementiri del poble, on la bèstia de la Lluna l'arraconen a ell i als vilatans. El Kubo llança l'armadura i refà la seva shamisen, utilitzant el pèl de la seva mare, la corda de l'arc del seu pare, i un filament del seu propi pèl. Utilitza la seva màgia per reclutar els esperits dels vilatans difunts, mostrant al seu avi que els records són la màgia més forta de totes i que mai poden ser destruïts. Kubo usa els esperits per protegir-se a si mateix i als vilatans de la Bèstia de la Lluna i després l'envolta en la seva màgia. El Rei Lluna és derrotat i es converteix en mortal, i en la seva forma humana no recorda qui o què va ser. Els vilatans mostren compassió i perdó i li diuen que era un home amb molts trets positius, convencent-lo així que era un bon home.
Al final, el Kubo aconsegueix parlar amb els seus pares, ja que els seus esperits apareixen al seu costat. Posa les seves llanternes i aixeca el cap a través d'un llac, mentre veu que les altres llanternes dels vilatans difunts es transformen en cigonyes i volen cap al món espiritual.

## Repartiment
- Art Parkinson: Kubo.
- Charlize Theron: Simi/Sariatu.
- Matthew McConaughey: Escarabat/Hanzo.
- Rooney Mara: Karasu i Washi, les germanes de Sariatu.
- Ralph Fiennes: Raiden, el Rei Lluna.
- George Takei: Hosato.
- Cary-Hiroyuki Tagawa: Hashi.
- Brenda Vaccaro: Kameyo.

## Producció
Anunciat el desembre de 2014, el projecte és el debut en la direcció del CEO de Laika, Travis Knight. La dissenyadora de producció de Laika, Shannon Tindle, va presentar la història a Knight com una "epopeia samurai d'stop-motion". Tot i que l'estudi mai no s'havia aventurat al gènere, Knight estava entusiasmat amb el projecte; degut en part a la seva afinitat tant pel gènere de la "fantasia èpica" com per la cultura japonesa en general.
L'art es va inspirar en mitjans japonesos com la pintura de rentat de tinta i l'origami, entre d'altres. Una influència particular va provenir de l'estil de fusta ukiyo-e, ja que Laika tenia la intenció de fer que tota la pel·lícula "tingués l'aspecte i la sensació com si es tractés d'una impressió de fusta en moviment". L'assistència de la firma d'impressió 3D Stratasys va permetre a Laika utilitzar les seves noves tecnologies. Knight va esmentar també que la història de la pel·lícula estava inspirada en part en les obres de l'animador japonès Hayao Miyazaki.
Per a l'esquelet gegant, l'equip va crear un titella de 4,9 m i 180 kg, que Laika afirma que és el titular del rècord de titella stop-motion més gran. La idea de fer un titella tan massiu va néixer per la por que les parts més petites individuals (destinades a representar el monstre més gran) no funcionessin bé a la pantalla interactuant amb els altres titelles. El ninot resultant es va construir en dues parts que després es van unir mitjançant imants. Per al moviment, Laika va haver de dissenyar un robot per manipular-lo fàcilment. En un moment donat, l'equip va comprar un robot industrial a eBay, però va trobar que no funcionaria amb la seva configuració. Una petita part de la producció es va publicar a YouTube.

## Estrena
La pel·lícula es va projectar al Festival Internacional de Cinema de Melbourne el 13 d'agost de 2016, i es va estrenar als Estats Units el 19 d'agost de 2016.

### Taquilla
Kubo and the Two Strings van obtenir 48 milions de dòlars a Amèrica del Nord i 29,5 milions de dòlars en altres territoris per un total mundial de 77,5 milions de dòlars, contra un pressupost de 60 milions de dòlars.
Als Estats Units, la pel·lícula es va estrenar el 19 d'agost de 2016, al costat de Ben-Hur i War Dogs, i es va projectar que recaptaria entre 12 i 15 milions de dòlars de 3.260 sales durant el cap de setmana inaugural. Va guanyar 515.000 dòlars amb les seves previsualitzacions de dijous a la nit i 4,1 milions de dòlars el primer dia. Va arribar als 12,6 milions de dòlars bruts durant el cap de setmana inaugural, quedant 4t a la taquilla.

### Crítiques
El lloc web d'agregació de ressenyes Rotten Tomatoes dona a la pel·lícula una qualificació d'aprovació del 97% basada en les ressenyes de 219 crítics, amb una qualificació mitjana de 8,4 / 10. El consens crític del lloc web diu: "Kubo and the Two Strings combina la seva increïble animació amb una història absorbent i valentament melancoliosa que té alguna cosa per oferir a públics de totes les edats". A Metacritic, la pel·lícula té una puntuació mitjana ponderada de 84 sobre 100, basada en 38 crítics, que indica "aclamació universal". El públic enquestat per CinemaScore va donar a la pel·lícula una nota mitjana de "A" en una escala d'A+ a F, mentre que PostTrak els cineastes van informar que li van donar un 85% de puntuació global positiva i un 63% de "recomanació definitiva".
Christy Lemire, de RogerEbert.com, va atorgar a la pel·lícula 3,5 estrelles de 4, i va dir que "un dels elements més impressionants de Kubo and the Two Strings —a més de la seva enlluernadora animació stop-motion, les seves potents actuacions i la seva puntuació de transport— és la quantitat de crèdit que atorga al seu públic, en particular als seus espectadors més joves ". Samantha Ladwig, d'IGN, va donar a la pel·lícula un 7,5 / 10, afirmant que la pel·lícula és "fosca, retorçada i de vegades espantosa, però també amb humor, amor i inspiració". Jesse Hassenger, de The A.V. Club, va elogiar la pel·lícula, dient que "cap estudi d'animació nord-americà és més adequat per a la trama onírica que Laika, i que l'animació de Kubo és realment enlluernadora, barrejant sofisticació i encant artesanal amb flux inspirat".
Michael O'Sullivan, de The Washington Post, va donar a la pel·lícula 4/4 estrelles, afirmant que la pel·lícula és "extraordinàriament original i extraordinàriament complexa, fins i tot per a una pel·lícula per a adults que es fa passar per un dibuix infantil (que és el que aquesta pel·lícula és)". A The New York Times, Glenn Kenny va dir que "la barreja d'animació stop-motion de la pel·lícula per a l'acció principal amb fons generats per ordinador és perfecta, creant el que és la més embriagadora visualment de totes les pel·lícules de Laika". Peter Debruge, de Variety, va escriure que "Kubo ofereix una altra inquietant missió per a un jove inadaptat afortunat, aquesta una aventura fosca, però emocionant, que és el principal èxit de la ja impressionant obra de Laika.” Jordan Hoffman, de The Guardian, va ser més crític amb la pel·lícula, donant-li dues estrelles de cinc i dient que "Els nens més grans, llevat dels que fan de mascotes d'uns quants professors, aviat s'adonaran que no és una divertida historia d'acció i aventura, sinó un plat de verdures.”
Jonathan Pile, d'Empire, va escriure sobre la pel·lícula: "Un altre èxit per als gegants stop-motion Laika […] compta amb grans rialles i ensurts efectius en un conte animat típicament magnífic".

### Crítica sobre el repartiment
Tot i que la pel·lícula va rebre elogis de la crítica pel seu art i la seva història, va ser criticada per la seva percepció de whitewashing, ja que es tractava d'una pel·lícula ambientada a l'antic Japó, però amb un repartiment central d'actors blancs. George Takei i Cary-Hiroyuki Tagawa eren els únics actors d'ascendència asiàtica i tots dos interpretaven personatges menors.

## Premis i nominacions
| Premi                                | Categoria                                                         | Receptors                                                                            | Resultat   |
| ------------------------------------ | ----------------------------------------------------------------- | ------------------------------------------------------------------------------------ | ---------- |
| Premis Oscars                        | Millors efectes visuals                                           | Steve Emerson, Oliver Jones, Brian McLean i Brad Schiff                              | Nominada   |
| Premis Oscars                        | Millor pel·lícula d'animació                                      | Travis Knight, Arianne Sutner                                                        | Nominada   |
| Premis Globus d'Or                   | Millor pel·lícula animada                                         | Travis Knight, Arianne Sutner                                                        | Nominada   |
| Premis BAFTA                         | Millor pel·lícula d'animació                                      | Travis Knight                                                                        | Guanyadora |
| Premis de la Crítica Cinematogràfica | Millor pel·lícula animada                                         | Travis Knight                                                                        | Nominada   |
| Premis Annie                         | Millor pel·lícula animada                                         | Travis Knight                                                                        | Nominada   |
| Premis Annie                         | Millor Direcció (en una producció cinematogràfica)                | Travis Knight                                                                        | Nominada   |
| Premis Annie                         | Millor Guió (en una producció cinematogràfica)                    | Chris Butler i Marc Haimes                                                           | Nominada   |
| Premis Annie                         | Millor Disseny de Producció (en una producció cinematogràfica)    | Nelson Lowry, Trevor Dalmer, August Hall i Ean McNamara                              | Guanyadora |
| Premis Annie                         | Millor Edició (en una producció cinematogràfica)                  | Christopher Murrie                                                                   | Guanyadora |
| Premis Annie                         | Millor Actuació de Veu (en una producció cinematogràfica)         | Art Parkinson com a Kubo                                                             | Nominada   |
| Premis Annie                         | Millor Disseny de Personatges (en una producció cinematogràfica)  | Shannon Tindle                                                                       | Nominada   |
| Premis Annie                         | Millor Animació de Personatges (en una producció cinematogràfica) | Jan Maas                                                                             | Guanyadora |
| Premis Annie                         | Millors Efectes Animats (en una producció animada)                | David Horsley, Eric Wachtman, Timur Khodzhaev, Daniel Leatherdale i Terrance Tomberg | Nominada   |
| Premis Annie                         | Millor Storyboard (en una producció cinematogràfica)              | Mark García                                                                          | Nominada   |